# توماس میره
توماس میره (انگلیسی: Thomas Myhre؛ زادهٔ ۱۶ اکتبر ۱۹۷۳) بازیکن سابق فوتبال اهل نروژ است.
وی در تیم ملی فوتبال نروژ ۵۶ بازی انجام داده است و عضو این تیم در جام جهانی فوتبال ۱۹۹۸ بوده است.